# Paravitrea clappi
Paravitrea clappi é uma espécie de gastrópode  da família Zonitidae.
É endémica dos Estados Unidos da América.